# Khurramiya

Statue de Babak Khorramdin, a Babek en Azerbaïdjan

Le mouvement khurramite aussi appelé la Khurramiya (La religion joyeuse) était un mouvement religieux et politique iranien qui est apparu en Azerbaïdjan au début du IXe siècle. Ce mouvement, aussi appelé Surkh jāmgān (aux habits rouges) à cause de leur couvre-chef rouge, était une réaction iranienne, contre le pouvoir arabe et contre l'islam, qui a contribué à affaiblir le califat.
Sous la direction de  Bâbak, les Khurammites ont commencé à attaquer en Iran et en Irak à partir de 816, sous le règne d'Al-Mamun. Bâbak fut exécuté en janvier 838 à Samarra.